# Pattadakal

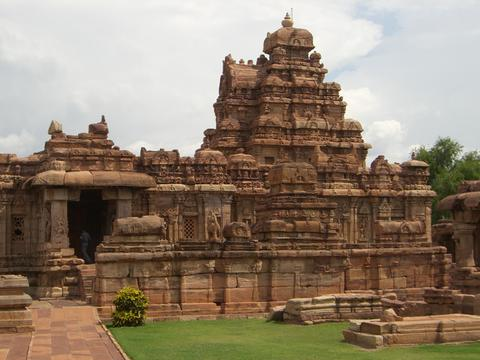
Virupakshatempel i Pattadakal

Pattadakal (kannada: ಪಟ್ಟದ್ಕಲ್ಲು, Pattadakalu) är en ruinstad i den indiska delstaten Karnataka och en gång huvudstad i chalukyariket. Den ligger 22 km från Badami och 10 km från Aihole.
I Pattadakal står 9 tempel och en jainistisk helgedom, byggda på 600-talet och 700-talet. Unesco har utsett monumenten i Pattadakal till världsarv.

## Historia

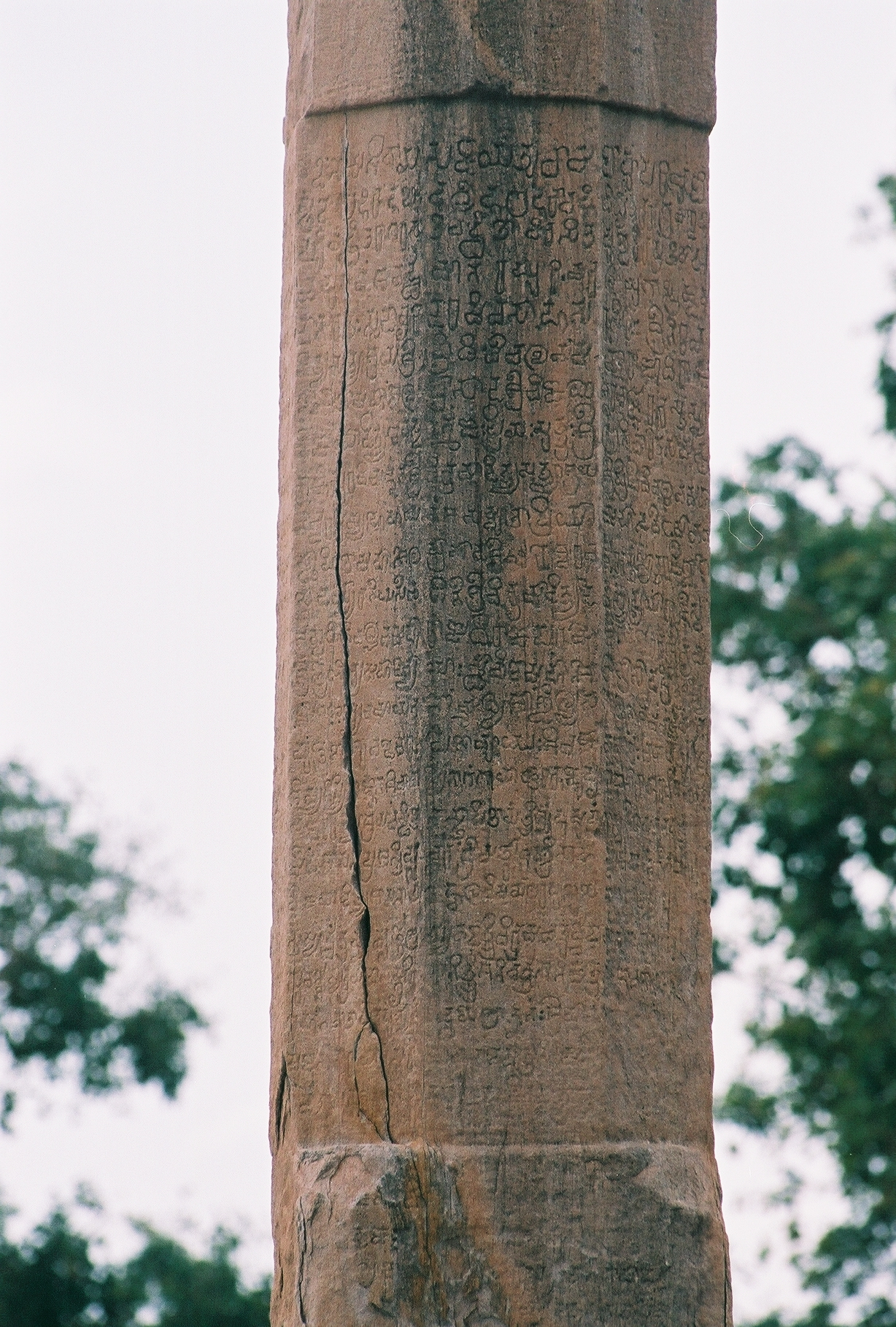
Gammal inskription på Kannada på en segerpelare, Virupakshatemplet, Pattadakal, år 733–745

Pattadakal var Chalukyarikets huvudstad, och platsen för Chalukyadynastins kröningar, och där byggde templen på 600- och 700-talet. Det finns nio tempel och ett jainistisk helgedom omgiven av ett antal mindre helgedomar och socklar. Fyra tempel byggdes i dravidisk stil, fyra i nagaras stil. Papanathatemplet byggdes i en blandad stil.

### Chalukyas arkitekturstil
Chalukyastilen hade sitt ursprung i Aihole (år 450). Arkitekter experimenterade med olika stilar, och blandade Nagaras och dravidiska stilarna, och utvecklade därigenom sin egen speciella stil[källa behövs]. I Pattadakal kröntes Chalukyarikets kungar. I mitten av 600-talet ändrades byggaktiviteten från Badami till Pattadakal.

### Kannadainskriptionen
Vid Virupakshatemplet finns en inskription på kannada på en segerpelare från 700-talet.

## Monumenten
- Virupakshatemplet

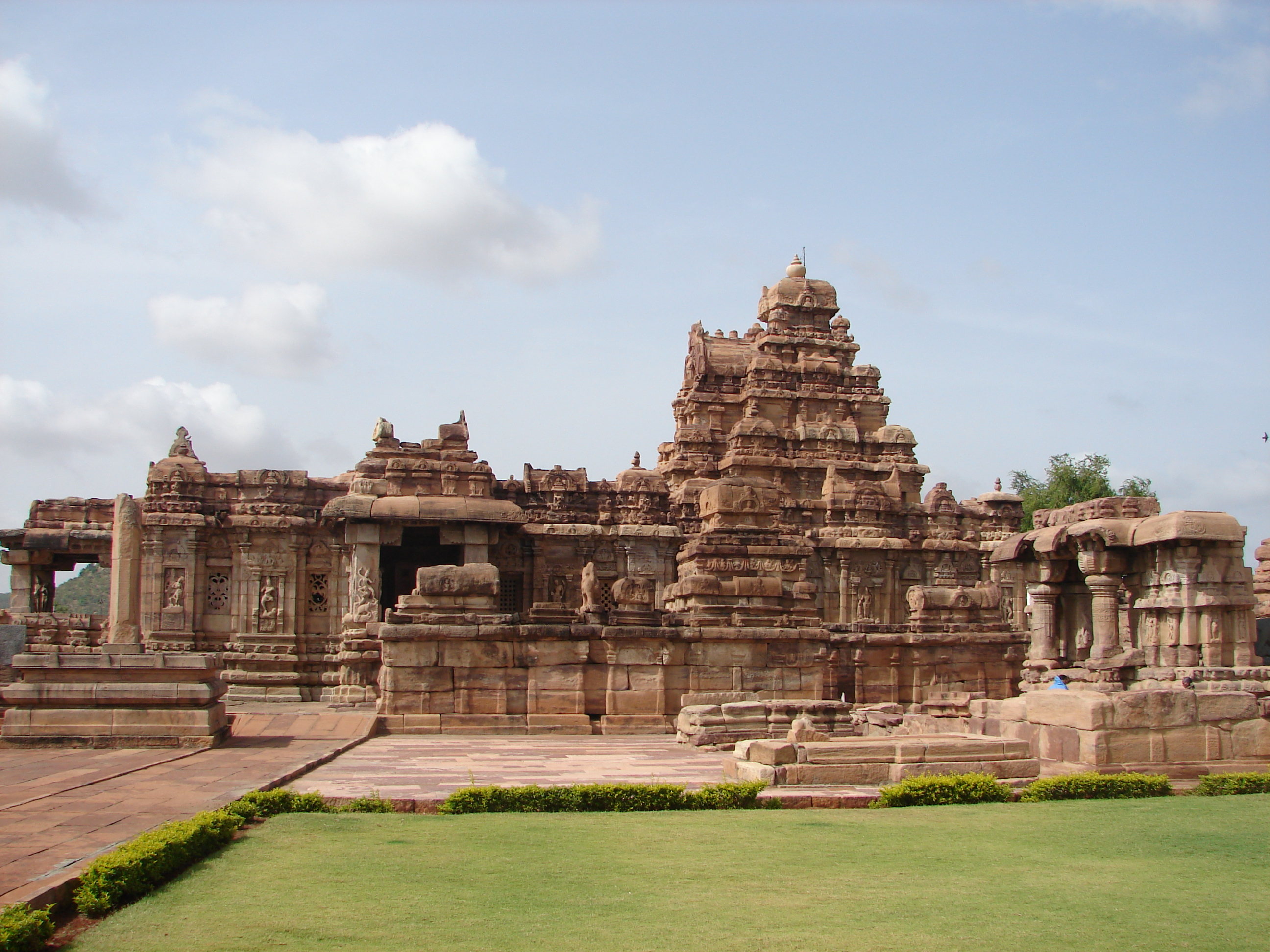
Virupakshatemplet i Pattadakal

Det mest kända är Virupakshatemplet, byggt av drottning Lokamahadevi (Trilokyamahadevi) år 745 till minne av sin mans Vikramaditya II:s seger över Pallavadynastin i Kanchi. Templet är snarlikt Kailasanathartemplet i Kanchi som stod som modell för detta tempel. Kailasanathartemplet fungerade även som inspiration till Kailashnatha (Kailashtemplet) byggt av Rashtrakutadynastin (under 757-783 av Krishna I) i Ellora genom de äktenskapliga relationerna mellan Pallavadynastin och Rashtrakutadynastin mellan år 753 och 765. Virupakshatemplet är rikt på skulpturer såsom lingodbhava, Nataraja, Ravananugraha och Ugranarasimha.
Virupaksha är det äldst daterade templet med sukanasika, följt av Mallikarjunatemplet.
- Sangameshvaratemplet

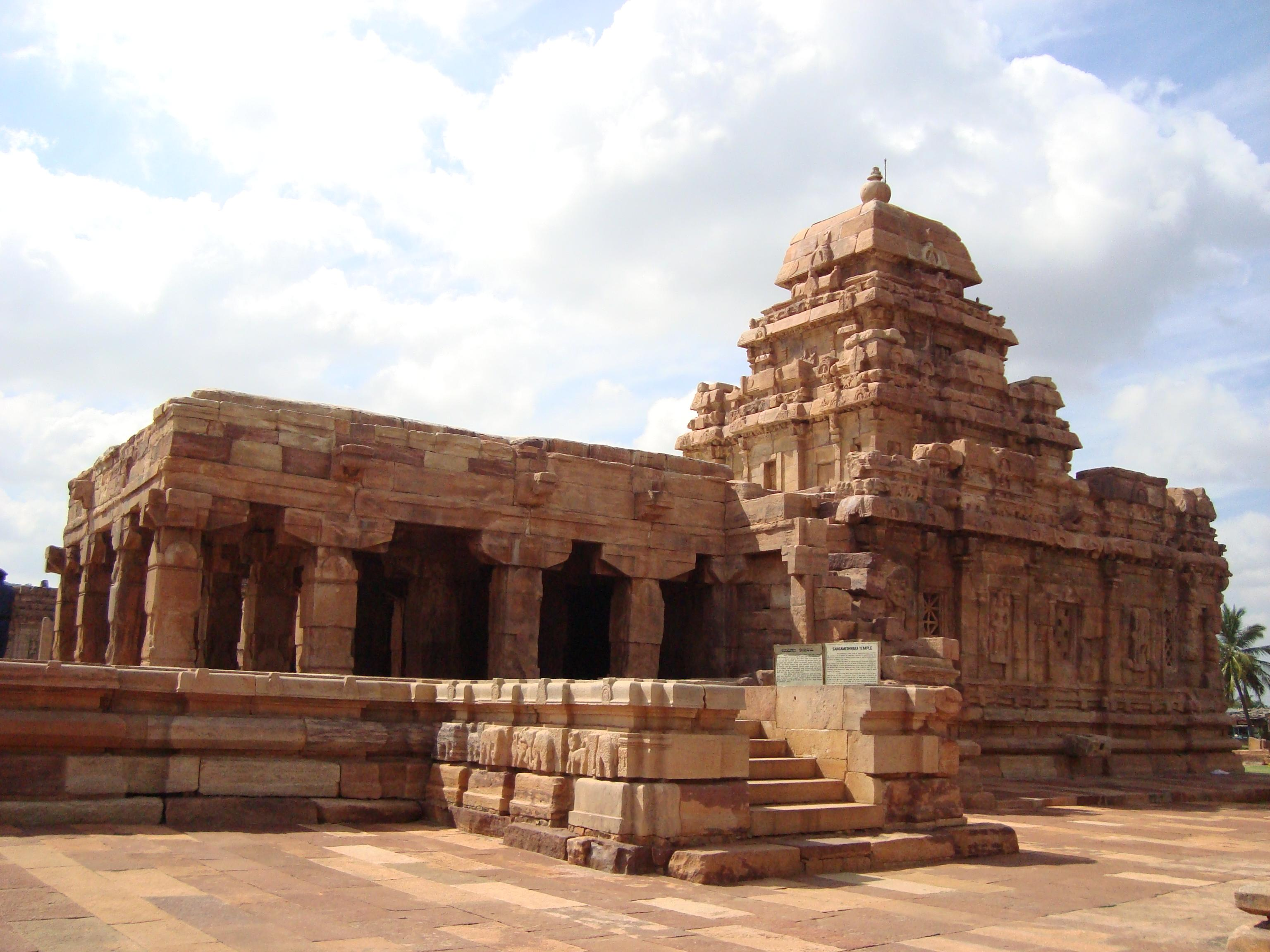
Sangameshvaratemplet från år 725 Pattadakal

Sangameshwaratemplet (tidigare kallat Vijayewara) är det äldsta templet i Pattadakal, byggt av Chalukyarikets kung Vijayaditya Satyashraya (696-733) utan sukanasika. Templet är byggt i dravidisk stil och består av ett heligt rum, en inre passage och en hall. På den yttre muren finns skulpturer med Ugranarasimha, Nataraja. Både Sangamesvaratemplet och Virupakshatemplet är liknande utifrån att det har en kvadratisk plan, från basen till sikhara. Främsta vimanan är tre våningar. Den lägsta våningen omges av två väggar. Den andra våningen har en uppåtgående riktad vägg, medan den yttre väggen omsluter det täckta rundgången runt det heliga rummet.
- Mallikarjunatemplet

Mallikarjunatemplet är en mindre version av Virupakshatemplet och byggdes av Vikramadiytas andra drottning Trilokyamahadevi år 745, för att fira Vikramaditya II:s seger över Pallavadynastin. Mallikarjunatemplet byggdes samtidigt eller kort efter Virupakshatemplet. Templet har en liknande plan som detta med en 4 våningar hög vimana med en cirkulär griva och sikhara. Mallikarjunatemplet är i dravidisk stil.
- Kashivisvanathatemplet

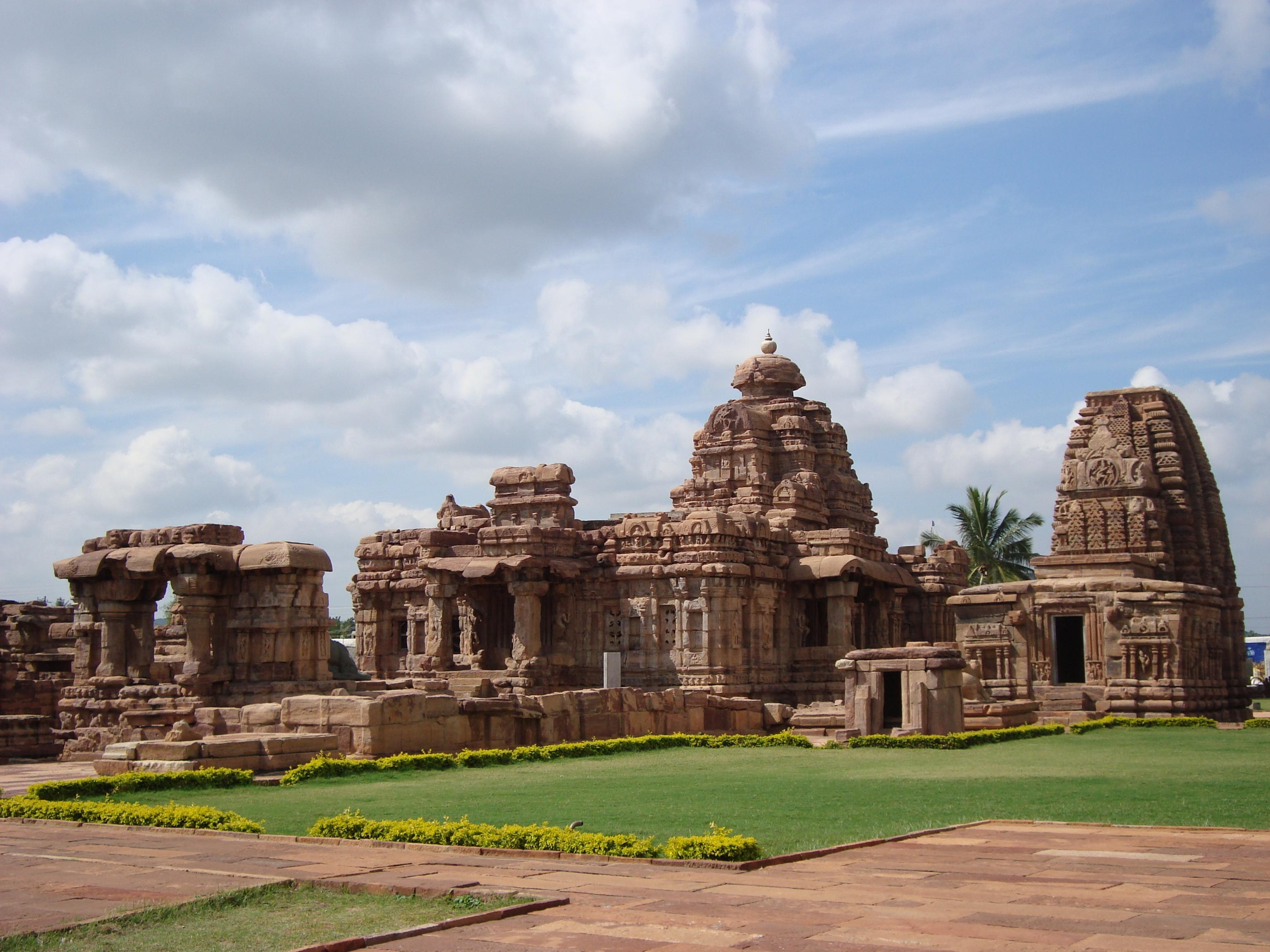
Mallikarjuna- och Kasivisvanathatemplet i Pattadakal, byggda kring år 740.

Kasivisvesvaratemplet var det sista som byggdes i Chalukyadynastins tidiga stil. Detta tempel uppfördes av Rashtrakutadynastin på 700-talet. Kashivishwanathatemplet är i Nagarastil.
- Kadasiddhesvaratemplet och Jambulingeswaratemplet

Kadasiddhesvaratemplet och Jambulingeswaratemplet hänförs båda till 600-talet. Kadasiddeshvaratemplet, som har en skulptur av Shiva som håller en treudd i sin hand, och dess tvillingtempel Jambulingatemplet är byggt i Nagarastil och liknar Hucchimalli' Guddi i Aihole.
- Galganathatemplet

Galaganathatemplet byggdes ett århundrade senare i arkitekturstilen Rekha Nagara Prasada. Templet har en skulptur av Shiva som dödar demonen Andhakasura.

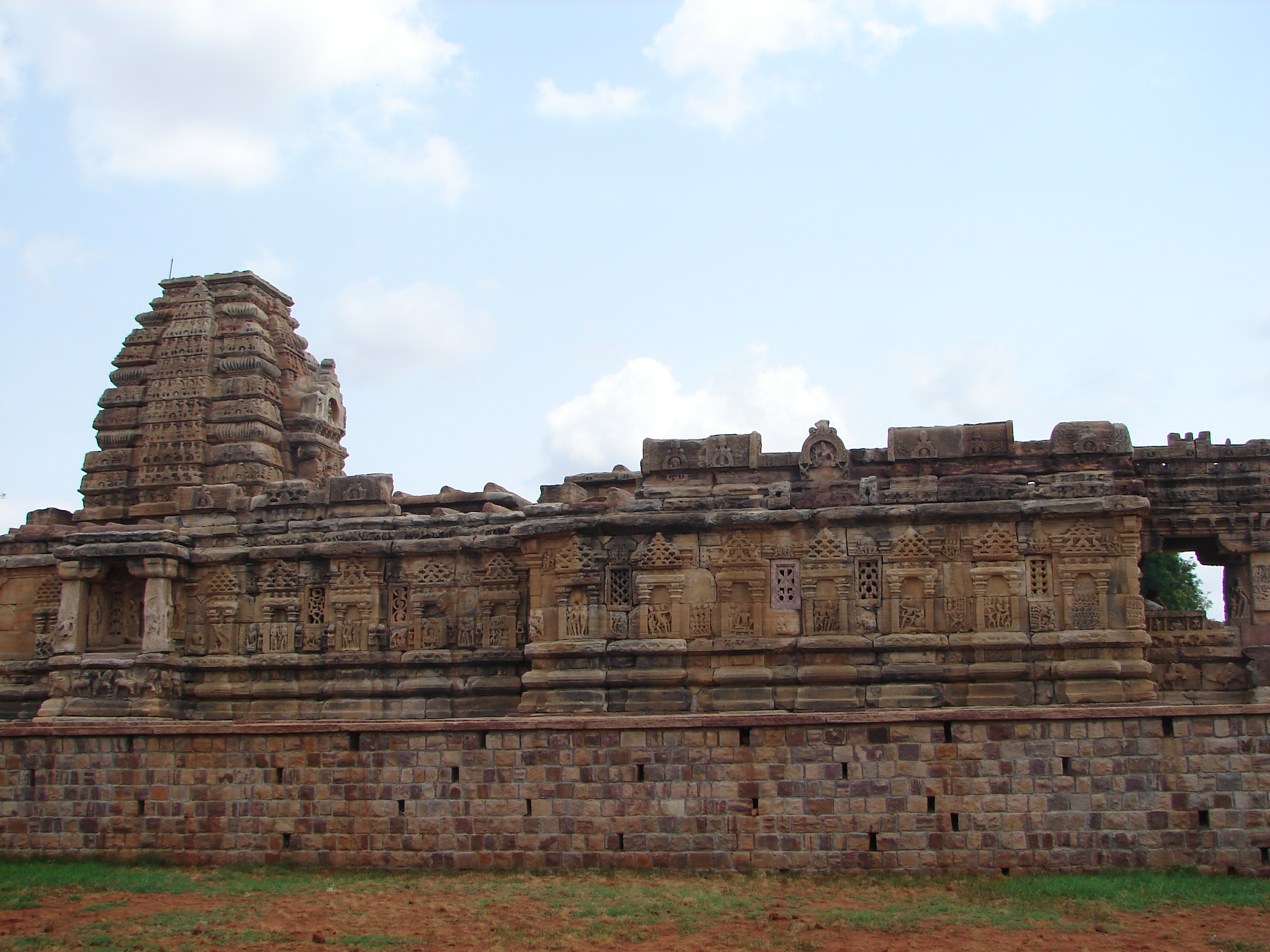
Papanathatemplet i Pattadakal

- Papanathatemplet är byggt i vesarastilen och är daterat till 680. Templet började byggas i nagarastil men ändrades senare till en mer balanserad dravidisk stil. Skulpturerna här återger scener från  Ramayana och Mahabharatha. Detta tempel har många likheter med Navabrahmatemplen i Alampur i Andhra Pradesh, som också byggdes av Badami Chalukyas.

- Jainistiska helgedomen

Jainistiska helgedomen ligger vid vägen mellan Pattadakal och Badami och är byggd i dravidisk stil. Den byggdes av Rashtrakutadynastin, troligen på 800-talet antingen av kung Amoghavarsha I eller hans son Krishna II.

## Ett världsarv
Monumenten i Pattadakal är kulmen på de tidigaste experimenten av de hinduiska templens vesarastil. Området har tempel i såväl dravidisk som nagarastilens tempelarkitektur.
1987 blev Pattadakal uppsatt på världsarvslistan.